# Anatolij Rozjdestvenskij
Anatolij Konstantinovitj Rozjdestvenskij (ryska: Анатолий Константинович Рождественский), född 1920, död 1993, var en sovjetisk paleontolog som namngav många dinosaurier, som till exempel Aralosaurus och Probactrosaurus.